# Centro de Estudios Griegos, Bizantinos y Neohelénicos de la Universidad de Chile

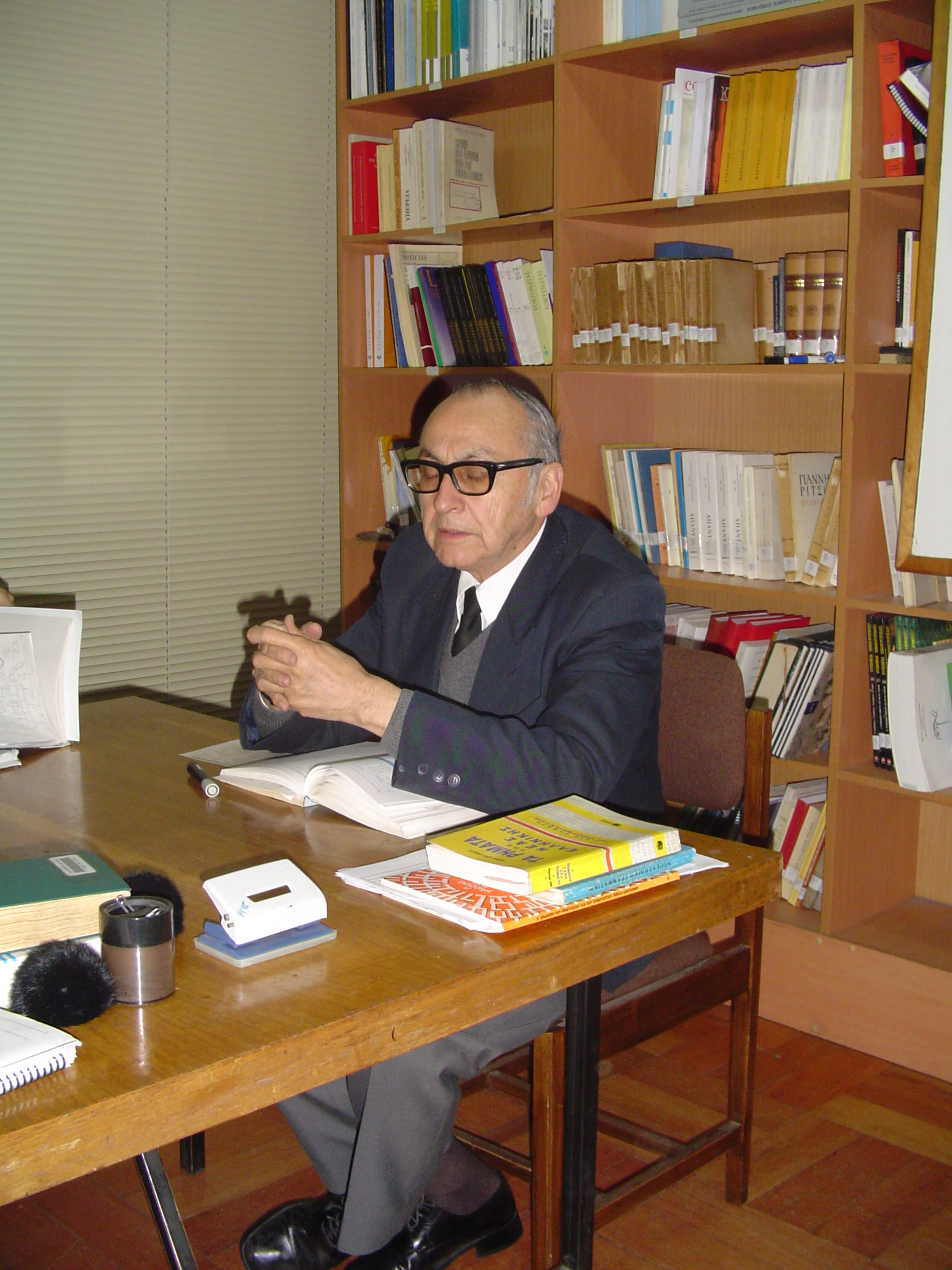
Profesor Miguel Castillo Didier, director del Centro.

El Centro de Estudios Griegos, Bizantinos y Neohelénicos Fotios Malleros, es una institución dedicada por más de 50 años al estudio de la cultura griega en su totalidad histórica y temporal, abarcando desde su época arcaica, medieval y moderna. Está ubicado en Santiago y depende de la Universidad de Chile.
Fue fundado con el nombre de Centro de Estudios Bizantinos y Neohelénicos en 1968, siendo Decano de la Facultad de Filosofía y Humanidades de la Universidad de Chile Hernán Ramírez Necochea. La decisión fue tomada a propuesta del profesor Fotios Malleros Kasimatis y se adoptó por unanimidad. Fueron profesores fundadores, Fotios Malleros Kasimatis (†1986), Héctor Herrera Cajas (†1997), Alejandro Zorbas Daskalakis y Miguel Castillo Didier. 
Desde su fundación, el Centro ha tenido como sede el Pabellón Griego, edificio donado a la Universidad de Chile por los señores Gabriel y Jorge Mustakis Dragonas, Cónsules Generales de Grecia en Santiago y Valparaíso, respectivamente. Desde 1998, el nombre oficial de la institución es Centro de Estudios Griegos, Bizantinos y Neohelénicos Fotios Malleros. Su campo de investigación y docencia se extiende a las tres grandes etapas de la cultura griega: antigua, medieval o bizantina y neogriega.

## Biblioteca
La biblioteca del Centro, con sus colecciones correspondientes a las áreas antigua, bizantina y neohelénica, posee alrededor de 9 mil volúmenes, además de revistas tanto internacionales como nacionales. Esta biblioteca, que también es única en América Latina, se ha formado fundamentalmente gracias a donaciones efectuadas por la Universidad de Atenas, la Universidad de Tesalónica, la Academia de Atenas, la Fundación Uranis, los Ministerios de Relaciones Exteriores y de Cultura de Grecia, la República de Chipre y otras instituciones. Igualmente, en su inicio, recibió donaciones de miembros de la Colectividad Helénica de Chile. En la década de 1990, se enriqueció con las bibliotecas que pertenecieron a don Fotios Malleros y a don Gabriel Mustakis, gracias a la generosa voluntad de ellos.

## Actividades

### Docencia
Cada año los profesores del Centro participan en la docencia de pre y postgrado, a través de cursos monográficos y seminarios electivos. Desde la vigencia de la reforma del pregrado, el Centro participa, con un equipo de cinco o seis profesores, en el curso básico "El legado de Grecia a la cultura occidental". Posee también docencia propia a través de los programas:
"Diplomado en Lenguas Clásicas", de horario vespertino, que comprende los cursos de griego clásico y latín. 
"Diplomado en Estudios Bizantinos", de horario vespertino, que comprende los cursos de Historia bizantina; Filosofía bizantina; Literatura bizantina; Arte y Ortodoxia.  
"Diplomado en Estudios Griegos Medievales y Modernos", de horario vespertino, que comprende los cursos de Historia del Imperio Bizantino; Filosofía griega medieval; Historia de Grecia moderna y Literatura neogriega. 
"Diplomado en Pensamiento Griego", programa quincenal que abarca tres módulos: I Filosofía presocrática; II Filosofía sistémica y III Filosofía helenística. 
"Diplomado en Estudios Griegos", de horario vespertino, que comprende 6 cursos semestrales, con un total de 334 horas de clases en aula, siendo Historia de Grecia antigua, Filosofía griega; Literatura griega I épica y lírica; Literatura griega II tragedia y arte; Griego antiguo I y Griego Antiguo II. 
Igualmente se desarrollan seminarios y cursos monográficos de lenguas clásicas, pensamiento clásico, historia bizantina, lengua y literatura neohelénica, con características de cursos de pregrado, en cuanto a horario, evaluaciones, aprobación o reprobación final, etc.

### Investigación
Dado el carácter del Centro y de sus objetivos, la investigación ha sido una de sus tareas centrales. Es realizada por todos los profesores e investigadores del Centro, como así también académicos e investigadores internacionales en sus respectivas áreas de especialización en torno a la cultura griega, bizantina y neo-helénica. Sus resultados toman la forma de artículos, los que se publican en el anuario Byzantion Nea Hellás. Además posee y publica distintos libros bajo las temáticas de investigación del Centro y la Facultad de Filosofía y Humanidades de la Universidad de Chile.

### Publicaciones
Desde el año 1970, en que se iniciaron las ediciones del Centro, hasta el año 2018, se han publicado 129 volúmenes. La revista Byzantion Nea Hellás Nº 37 ha aparecido en 2018, la que trata temáticas como Grecia Antigua, Grecia Bizantina, Grecia Moderna además de Reseñas,In Memoriam, Noticias y Actividades del Centro. Las ediciones se han hecho posibles gracias a un aporte especial de la Dirección de Cultura del Ministerio de Relaciones Exteriores de Grecia, y en parte a aportes del Ministerio de Cultura. El Centro ha realizado coediciones con Editorial Andrés Bello, Editorial Universitaria, Ediciones Tácitas, Editorial Cuarto Propio, Quid Ediciones, Editorial las Dos Fridas, Universidad de Playa Ancha, Universidad La República, Universidad de Granada y con la Colectividad Helénica de Santiago.

### Extensión cultural
Regularmente, el Centro ofrece un ciclo de conferencias en cada semestre del año, además de presentaciones de libros, presentaciones audiovisuales, proyección de películas y videos, audiciones musicales. Generalmente, los profesores son requeridos para dar conferencias en otras universidades y en instituciones culturales diversas. Entre otras universidades, se han ofrecido conferencias en la Pontificia Universidad Católica de Chile, la Pontificia Universidad Católica de Valparaíso, la Universidad de Concepción, Universidad Metropolitana de Ciencias de la Educación.
Es así que, desde el año 2010 se realiza el Congreso Internacional de Estudios Griegos en conjunto con el Centro de Estudios Clásicos de la Universidad Metropolitana de Ciencias de la Educación con el patrocinio de la Embajada de Grecia en Chile y la Sociedad Internacional de los Amigos de Nikos Kazantzakis SIANK; el cual convoca a académicos e investigadores tanto de Chile como del extranjero, siendo un espacio para el debate y la presentación de nuevas investigaciones, para el lanzamiento de libros y representaciones musicales. Con ponencias sobre arte, historia, filosofía, literatura y filología, entre otras disciplinas, se desarrolla un interesante y variado programa, tratando tópicos sobre la Grecia antigua, bizantina y moderna.

## Relaciones con Instituciones
El Centro mantiene relaciones de intercambio y cooperación con varias de las principales instituciones universitarias de Grecia, con el Ministerio de Cultura, el Archivo Histórico y Literario, El Círculo Filológico Parnasos, la Fundación Griega de la Cultura y otras; y con centros de estudios griegos de numerosos países; y en Chile especialmente con el Centro de Estudios Clásicos de la Universidad Metropolitana de Ciencias de la Educación. Recibe colaboraciones para su revista de helenistas de Grecia, España, Italia, Francia, Canadá, México, Colombia, Venezuela, Argentina. En cuanto a las instituciones griegas en Chile, como la Iglesia Ortodoxa Griega, la Colectividad Helénica, la Embajada de Grecia; el Centro, en el plano de sus competencias, ha tenido una política de cordial cooperación con todas ellas.

## Directores, Académicos, Investigadores y Administrativos
El Centro ha tenido los siguientes directores:
- Profesor Fotios Malleros Kasimatis, fundador (1968 - 1986)
- Profesor Alejandro Zorbas Daskalakis (1986 - 1992)
- Profesor Miguel Castillo Didier (1993 - )

El Centro ha tenido un gran número de Académicos e Investigadores tanto nacionales como extranjeros, en la actualidad pertenecen:
- Profesor e Investigador Dr. César García Álvarez.
- Profesor e Investigador Dr. Héctor García Cataldo.
- Profesor e Investigador Dr. Roberto Quiroz Pizarro.
- Profesor Dr. Raúl Madrid Meneses
- Profesor Dr. Sebastián Salinas Gaete.
- Profesor Dr. Marcelo Rodríguez.
- Investigador Dr. Roberto Soto Ayala.
- Investigador Dr. José Marín Riveros.

El personal Administrativo está compuesto por:
- Srta. Jaqueline Ortiz, Secretaria.
- Sr. Miguel Saldías Vergara, Auxiliar.